# Шейн Корсон
Шейн Корсон (англ. Shayne Corson; нар. 13 серпня 1966, м. Мідленд, Канада) — канадський хокеїст, лівий нападник.
Виступав за «Беррі Колтс» (ОХЛ), «Брентфорд Александерс» (ОХЛ), «Гамільтон Стілгокс» (ОХЛ), «Монреаль Канадієнс», «Едмонтон Ойлерс», «Сент-Луїс Блюз», «Торонто Мейпл-Ліфс», «Даллас Старс».
В чемпіонатах НХЛ — 1156 матчів (273+420), у турнірах Кубка Стенлі — 140 матчів (35+52).
У складі національної збірної Канади учасник зимових Олімпійських ігор 1998 (6 матчів, 1+1), учасник чемпіонатів світу 1993 і 1994 (15 матчів, 6+7), учасник Кубка Канади 1991. У складі молодіжної збірної Канади учасник чемпіонатів світу 1985 і 1986.
Досягнення
- Чемпіон світу (1994)
- Володар Кубка Канади (1991)
- Учасник матчу всіх зірок НХЛ (1990, 1994, 1998).

Родина
Донька Віллоу, сини Ділан та Ноа, шурин Дарсі Такер та племінник Кеін Такер теж хокеїсти.